# Championnat du Kosovo de football 2023-2024
Navigation
Édition précédente Édition suivante
La Superliga du Kosovo 2023-2024 est la 25e édition du Championnat du Kosovo de football également appelé Albi Mall Superliga pour des raisons de sponsoring. La saison a débuté le 12 août 2022. Dix équipes disputent cette compétition, chacune d'entre d'elles affrontant l'ensemble des autres équipes pour un total de 36 matchs.

## Équipes participantes
Dix équipes prennent part au championnat, les sept premières de la saison dernière et trois promues de deuxième division. Les équipes promues sont Feronikeli, Fushë Kosova et Liria Prizren, Ils remplacent Ferizaj, Trepça '89 et Drenica, ce dernier est relégué pour la première fois de son histoire.
| Équipe            | Ville        | Stade                       | Capacité théorique | Classement 2022-2023 | Licence UEFA |
| ----------------- | ------------ | --------------------------- | ------------------ | -------------------- | ------------ |
| KF Ballkani       | Suva Reka    | Suva Reka City Stadium      | 3 000              | 1er                  | Oui          |
| KF Drita          | Gjilan       | Gjilan City Stadium         | 15 000             | 2e                   | Oui          |
| KF Gjilani        | Gjilan       | Gjilan City Stadium         | 15 000             | 3e                   | Oui          |
| KF Dukagjini      | Klinë        | Stade du 18 juin            | 1 000              | 4e                   | Oui          |
| FC Pristina       | Pristina     | Stade de Fadil Vokrri       | 13 429             | 5e                   | Non          |
| KF Malisheva      | Mališevo     | Stade Liman Gegaj           | 2 000              | 6e                   | Oui          |
| KF Llapi Podujeve | Podujevo     | Zahir Pajaziti City Stadium | 5 250              | 7e                   | Oui          |
| KF Feronikeli     | Gllogoc      | Stadiumi Rexhep Rexhepi     | 7 000              | 1er (D2 Gr.A)        | Non          |
| KF Fushë Kosova   | Kosovo Polje | Ekrem Grajqevci             | 3 000              | 1er (D2 Gr.B)        | Non          |
| KF Liria          | Prizren      | Përparim Thaçi              | 15 000             | 2e (D2 Gr.A)         | Non          |

## Compétition

### Classement
| Rang | Équipe            | Pts | J  | G  | N  | P  | Bp | Bc | Diff |
| ---- | ----------------- | --- | -- | -- | -- | -- | -- | -- | ---- |
| 1    | KF Ballkani T S C | 78  | 36 | 23 | 9  | 4  | 62 | 26 | +36  |
| 2    | KF Llapi Podujeve | 71  | 36 | 21 | 8  | 7  | 56 | 27 | +29  |
| 3    | KF Drita          | 67  | 36 | 19 | 10 | 7  | 49 | 27 | +22  |
| 4    | KF Malisheva      | 57  | 36 | 17 | 6  | 13 | 58 | 45 | +13  |
| 5    | FC Pristina       | 49  | 36 | 11 | 16 | 9  | 41 | 32 | +9   |
| 6    | KF Gjilan         | 45  | 36 | 11 | 12 | 13 | 43 | 38 | +5   |
| 7    | KF Dukagjini      | 45  | 36 | 10 | 15 | 11 | 38 | 48 | -10  |
| 8    | KF Feronikeli P   | 44  | 36 | 12 | 8  | 16 | 39 | 47 | -8   |
| 9    | KF Fushë Kosova P | 20  | 36 | 4  | 8  | 24 | 20 | 64 | -44  |
| 10   | KF Liria P        | 14  | 36 | 2  | 8  | 26 | 26 | 78 | -52  |

Qualifications européennes
Ligue des champions 2024-2025
- 1er : premier tour de qualification

Ligue Europa 2024-2025
- 2e : premier tour de qualification

Ligue Conférence 2024-2025
- 3e : deuxième tour de qualification
- 4e : premier tour de qualification

Relégation
- 8e : barrage de relégation
- 9e et 10e : relégation

Abréviations
T : Tenant du titre
C : Vainqueur de la Coupe du Kosovo 2023-2024 
S : Vainqueur de la Supercoupe du Kosovo 2023 
P : Promu

### Résultats
| Résultats (▼dom., ►ext.)                                   | BAL | DRI | DUK | FER | FUS | GIJ | LIR | LLA | MAL | PRI | BAL | DRI | DUK | FER | FUS | GIJ | LIR | LLA | MAL | PRI |
| KF Ballkani                                                |     | 1-0 | 3-1 | 2-0 | 2-1 | 2-1 | 4-1 | 2-1 | 3-2 | 0-0 |     | 2-2 | 3-0 | 2-2 | 3-0 | 1-1 | 2-0 | 0-0 | 2-0 | 2-1 |
| KF Drita                                                   | 1-1 |     | 2-2 | 3-1 | 1-0 | 2-0 | 1-1 | 2-0 | 1-2 | 3-0 | 1-0 |     | 2-0 | 0-0 | 3-1 | 2-2 | 4-2 | 0-1 | 1-1 | 1-0 |
| KF Dukagjini                                               | 0-3 | 1-0 |     | 1-1 | 1-0 | 1-0 | 0-0 | 0-0 | 0-1 | 0-0 | 1-2 | 1-1 |     | 1-0 | 0-0 | 2-4 | 2-1 | 1-1 | 2-1 | 1-0 |
| KF Feronikeli                                              | 0-2 | 0-2 | 1-0 |     | 3-0 | 1-0 | 2-1 | 0-3 | 0-0 | 0-0 | 0-2 | 0-1 | 3-2 |     | 1-0 | 0-0 | 4-1 | 0-1 | 2-1 | 0-0 |
| KF Fushë Kosova                                            | 0-0 | 1-1 | 0-3 | 0-1 |     | 2-0 | 2-0 | 1-2 | 0-0 | 2-2 | 2-0 | 1-0 | 1-2 | 0-3 |     | 1-1 | 0-2 | 0-3 | 1-3 | 0-0 |
| KF Gjilani                                                 | 0-1 | 0-1 | 1-1 | 2-1 | 1-0 |     | 1-0 | 0-2 | 1-0 | 0-0 | 0-2 | 2-1 | 1-1 | 1-1 | 4-0 |     | 3-0 | 1-1 | 2-3 | 1-1 |
| KF Liria                                                   | 0-1 | 0-0 | 2-2 | 3-5 | 2-1 | 0-4 |     | 0-2 | 0-1 | 0-0 | 0-3 | 0-1 | 0-0 | 0-2 | 0-0 | 1-3 |     | 1-5 | 0-3 | 0-1 |
| KF Llapi Podujeve                                          | 5-3 | 0-0 | 3-0 | 1-0 | 1-1 | 2-1 | 2-0 |     | 0-1 | 0-0 | 0-1 | 0-1 | 2-1 | 3-2 | 1-0 | 2-1 | 3-0 |     | 1-0 | 0-0 |
| KF Malisheva                                               | 0-2 | 1-3 | 3-4 | 4-1 | 6-1 | 1-0 | 1-0 | 2-3 |     | 1-0 | 0-2 | 1-1 | 1-1 | 2-1 | 4-1 | 0-0 | 7-4 | 2-1 |     | 0-1 |
| FC Pristina                                                | 1-1 | 1-0 | 2-2 | 3-1 | 1-0 | 2-1 | 1-1 | 2-2 | 3-1 |     | 0-0 | 1-2 | 5-0 | 2-0 | 5-0 | 1-3 | 3-1 | 0-2 | 0-2 |     |
| - Victoire à domicile - Match nul - Victoire à l'extérieur |     |     |     |     |     |     |     |     |     |     |     |     |     |     |     |     |     |     |     |     |

## Barrage de relégation
| 1er juin 2024 | KF Feronikeli | 1 - 0 | Prishtina e Re | Stade Rexhep Rexhepi, Drenas |  |
|               |               |       |                |                              |  |
|               | [Rapport]     |       |                |                              |  |

## Parcours en Coupes d'Europe
| Club         | Compétition             | Résultat                  | Ultime(s) adversaire(s) | Ultime(s) adversaire(s) | Ultime(s) adversaire(s) |
| ------------ | ----------------------- | ------------------------- | ----------------------- | ----------------------- | ----------------------- |
| KF Ballkani  | Ligue des champions     | 1er tour de qualification | PFK Ludogorets Razgrad  | PFK Ludogorets Razgrad  | PFK Ludogorets Razgrad  |
| KF Ballkani  | Ligue Europa Conférence | Phase de groupes          | FC Viktoria Plzeň       | Dinamo Zagreb           | FK Astana               |
| KF Drita     | Ligue Europa Conférence | 2e tour de qualification  | FC Viktoria Plzeň       | FC Viktoria Plzeň       | FC Viktoria Plzeň       |
| KF Dukagjini | Ligue Europa Conférence | 2e tour de qualification  | HNK Rijeka              | HNK Rijeka              | HNK Rijeka              |
| KF Gjilan    | Ligue Europa Conférence | 1er tour de qualification | FC Progrès Niederkorn   | FC Progrès Niederkorn   | FC Progrès Niederkorn   |